# Godina
Godina je priimek v Sloveniji, ki ga je po podatkih Statističnega urada Republike Slovenije na dan 1. januarja 2010 uporabljalo 286 oseb in je med vsemi priimki po pogostosti uporabe uvrščen na 1.392. mesto.

## Znani slovenski nosilci priimka
- Albin Godina (1913—1989), aktivist NOB in poltični delavec
- Andrej Godina, strojnik
- Benedikt Godina (1876—1954), prosvetni delavec
- Boris Godina, učitelj, časnikar (direktor Večera)
- Darja Hlavka Godina (*1961), glasbena/zvočna oblikovalka na radiu, televiziji, v gledališču in na filmu ("glasbena dramaturginja"/ "režiserka zvoka")
- Drago (Karel) Godina (1876—1965), publicist, politik in gospodarstvenik
- Duška Godina (*1971), pravnica, državna funkcionarka, direktorica agencije RS za energijo
- Ferdo Godina (1912—1994), književnik (pisatelj), filmski (kulturni) delavec
- Filip Godina (1879—?), organizator
- Igor Godina, filmski producent, režiser-asistent in avtor (filmske) glasbe
- Josip Godina - Verdelski (1808—1884), publicist in narodni delavec
- Jožef Godina (1898—1986), duhovnik, narodni delavec na Koroškem
- Karpo Godina (*1943), filmski snemalec, režiser in scenarist
- Maja Godina Golija (*1960), etnologinja
- Marko Godina (1943—1986), zdravnik, plastični in rekonstruktivni mikrokirurg
- Matija Godina (1746—1828), duhovnik, cerkvenoupravni uradnik
- Matjaž Godina (1768—1835), evangeličanski duhovnik in književnik
- Milena Godina (1912— 1995), gledališka igralka
- Mirko (Janez) Godina (1901—1983), izseljeniški rimskokatoliški duhovnik (frančiškan konventualec)
- Nada Godina (1946—2000), košarkarica, prof. športne vzgoje
- Silvester Godina (1884—1976), slikar (učitelj)
- Tanja Godina (*1970), plavalka
- Tončka Godina, lektorica, prevajalka
- Vesna (V.) Godina (*1957), socialna in kulturna antropologinja, publicistka
- Viljenka Godina, ekonomistka (Maribor)
- Zmago Godina, pastor, predsednik Slovenske adventistične cerkve
- Zora Perello Godina (1922—1945), protifašistka

## Znani tuji nosilci priimka
- Francesco Godina (*1982), tržaški gledališčnik
- Ivan Godina (1951 - 2017), generalni vikar in prvi stolni prošt Varaždinske škofije
- John Godina (*1972), ameriški atlet, metalec krogle